# 江東区立数矢小学校
江東区立数矢小学校（こうとうくりつ かずやしょうがっこう）は、東京都江東区富岡1丁目にある区立小学校。

## 概要
- 全校生徒数707名（1年123名・2年130名・3年119名・4年125名・5年115名・6年95名、2021年度）。
- 近隣に富岡八幡宮や深川不動尊が所在している。
- 校名は、江戸時代この地に所在していた三十三間堂に於いての弓術競技「通し矢」（通称「大矢数」）に由来している。

## 沿革
- 1913年（大正2年）4月1日[1] - 数矢尋常小学校開校。
- 1923年（大正12年）9月1日 - 12時頃に発生した関東大震災により、校舎が全焼する被害が出た。
- 1941年（昭和16年）4月 - 国民学校令により、東京府東京市数矢国民学校と改称。
- 1943年（昭和18年）7月1日 - 東京府と東京市が統合した東京都発足（東京都制施行）により、東京都数矢国民学校と改称。
- 1944年（昭和19年）
  - 4月 - 学校給食実施。
  - 8月 - 戦局の悪化により、児童疎開実施。新潟県三条市に児童502名・職員15名。
- 1945年（昭和20年）3月 - 東京大空襲。校舎は当直職員と避難者の尽力によって残った。
- 1946年（昭和21年）3月 - 児童集団疎開が、新潟より引き上げる。
- 1947年（昭和22年）4月 - 学制改革により、東京都江東区立数矢小学校と改称。
- 1977年（昭和52年）12月 - 校舎改築のため、深川二中へ移転。
- 1979年（昭和54年）5月 - 校舎改築落成式典挙行。
- 1990年（平成2年）7月 - 防音、冷暖房施設を取り付ける。
- 2007年（平成19年）3月 - 95周年記念プレートを南側フェンスに設置。
- 2015年（平成27年）4月 - オリンピック・パラリンピック教育推進校の指定を受ける。同月、学校支援地域本部（かずや応援団）を開設。
- 2016年（平成28年）2月 - 防球ネット設置、校庭改修工事、遊具新設。
- 2021年（令和3年）
  - 7月 - 大規模改修・増築工事のため、南砂仮校舎（旧南砂西小）へ移転。
  - 7月1日 - 大規模改修・増築工事着工。
- 2022年（令和4年）10月31日 - 大規模改修・増築工事が完成。

## 通学区域
出典
- 平野2丁目（16番20号）
- 平野3丁目（2番12号）
- 深川2丁目（1番～11番）
- 冬木（1番～18番）
- 門前仲町2丁目（全域）
- 富岡1丁目（全域）
- 富岡2丁目（全域）
- 牡丹2丁目（全域）
- 古石場1丁目（8番～13番）
- 木場2丁目（7番～19番）
- 木場3丁目（全域）
- 木場4丁目（全域）
- 木場5丁目（4番～12番）

## 進学先中学校
出典
- 江東区立深川第二中学校 - 平野・深川・冬木から通う児童の主な進学先
- 江東区立深川第三中学校 - 富岡・牡丹・門前仲町・古石場から通う児童の主な進学先
- 江東区立東陽中学校 - 木場から通う児童の主な進学先

## 周辺
- 富岡八幡宮 - 江東区道をはさんで、敷地が隣接。
- 鹿島神社・大鳥社
- 深川不動尊（成田山東京別院）
- 江東区役所富岡出張所
- 首都高速道路深川線
  - ただし、学校付近に出入口は無く、福住出入口か木場出入口（箱崎方面のみ・入口はETC専用）を利用する。
- 江東区立深川公園

## 交通
- 東京メトロ東西線・都営地下鉄大江戸線門前仲町駅（出口1）から、徒歩約350m・5～6分。
- 都営バス「都07」・「東20」・「東22」の各系統で、
  - 「不動尊前」停留所より、
    - のりば1から、徒歩約440m・約7分。
    - のりば2から、徒歩約260m・約4分。

  - 「門33」系統で、「門前仲町」停留所より、
    - のりば2から、徒歩約655m・約10分。
    - のりば4から、徒歩約615m・約9分。

## 著名な出身者
- 柿沢未途 - 衆議院議員
- 関智一 - 声優
- 富岡茂永 - 富岡八幡宮宮司
- 中村アン - 女優